# Поповська Ярослава Іванівна
Яросла́ва Іва́нівна Попо́вська (16 грудня 1914, Відень — 1995, Перемишль) — громадська та культурна діячка післявоєнної Перемишльщини.

## Життєпис
Її батько навчав класичних мов у Чоловічій гімназії Перемишля, мати Емілія була рідною сестрою Соломії Крушельницької.
Навчалася Ярослава в Жіночій гімназії Перемишля, 1932 року поступила до Перемишльського музичного інституту ім. М. Лисенка по класу фортепіано.
З 1946 по 1983 рік вчителювала в польських школах Перемишля, навчаючи гри на фортепіано та взагалі музики.
Наприкінці 1950-х років стає диригенткою українського хору, у 1964 році очолила естрадну групу «Бескиди», з 1969 очолює «Синю ленточку».
Протягом 1961—1968 років здобувала музичну освіту в краківському Ягайлонському університеті.
З 1975 року під її керівництвом почала працювати дитяча група «Ромашки», згодом — ще й фольклорний ансамбль «Долиняни».
Займалася громадською працею в Народному домі, працювала учителькою у державній музичній школі в Перемишлі.
Часто допомагала бідним дітям матеріально, приносила солодощі, навіть раритетні, як на комунізм, помаранчі.
Її приватні заощадження лягли в основу створеного 1996 року Стипендіального фонду ім. Ярослави Поповської.
9 червня 2012 відбувся Перший фестиваль шкільної пісні ім. професорки Ярослави Поповської, організований батьківською радою перемиської Шашкевичівки та Стипендіальним фондом ім. Я. Поповської.